# Pandėlys
Pandėlys ( escoltar (?·pàg.)) és una ciutat al nord de Lituània. Es troba a uns 26 km a l'oest de Rokiškis, al camí a Biržai. El riu Apaščia s'origina a prop de la ciutat i flueix a través d'ella.

## Nom
Els orígens del nom estan associats amb el comerç. Una explicació diu que el nom es deriva d'una paraula que significa "magatzem". Els comerciants de Vílnius i Riga es reunien i intercanvien les mercaderies en algun lloc de la zona. Els lituans anomenaven als seus llocs d'emmagatzematge podelis i els letons pondėlis. L'altra explicació sosté que el nom prové de panedėlis (dilluns), el dia de la setmana que estava obert el mercat.